# Steven Skrzybski
Steven Skrzybski [ˈstiːvən ˈskʁɨbski] (* 18. November 1992 in Berlin) ist ein deutscher Fußballspieler. Er steht seit Juli 2021 bei Holstein Kiel unter Vertrag.

## Karriere
Skrzybski begann seine Karriere bei SG Stern Kaulsdorf in Berlin. Im Januar 2001 schloss er sich  dem 1. FC Union Berlin an und durchlief die komplette Nachwuchsabteilung. Sein Debüt in der ersten Mannschaft gab er in der 2. Bundesliga am 13. November 2010 (12. Spieltag) unter Trainer Uwe Neuhaus als Einwechselspieler im Spiel gegen den FSV Frankfurt. Vier Spielzeiten pendelte er bei Union zwischen erster und zweiter Mannschaft. Unter Trainer Norbert Düwel, der Union zwischen Juli 2014 und August 2015 trainierte, wurde er zum festen Bestandteil des Zweitliga-Kaders. In 136 Zweitligaspielen gelangen ihm 29 Tore, 14 davon in der Saison 2017/18, womit er in der Torschützenliste der 2. Bundesliga den zweiten Platz belegte.
Zur Saison 2018/19 wechselte Skrzybski in die Bundesliga zum FC Schalke 04. Er unterschrieb einen bis zum 30. Juni 2021 laufenden Vertrag. Im Spiel gegen den 1. FC Nürnberg (5:2) erzielte er am 24. November 2018 seine ersten beiden Tore in der 1. Bundesliga. In der Champions-League-Saison 2018/19 scheiterte er mit Schalke im Achtelfinale an Manchester City.
Nach lediglich einer Partie im Pokal sowie vier Einsätzen für die Regionalligamannschaft wurde der Stürmer im Januar 2020 bis zum Ende der Spielzeit 2019/20 an Fortuna Düsseldorf verliehen. Der Leihvertrag beinhaltete darüber hinaus eine Kaufoption, die nicht genutzt wurde. Dort kam er auf 11 von 17 möglichen Spielen in der Bundesliga. Mit Ablauf der Saison 2019/20 lief der Leihvertrag aus, und Skrzybski kehrte zum FC Schalke 04 zurück. Nach dem Abstieg in der Saison 2020/21 verließ er die Schalker.
Zur Saison 2021/22 schloss sich Skrzybski dem Zweitligisten Holstein Kiel an, bei dem er einen bis zum 30. Juni 2024 laufenden Vertrag unterschrieb. Im Sommer 2023 wurde die Laufzeit bis 2026 verlängert, nachdem Skrzybski zuvor in der Saison 2022/23 alle 34 Ligaspiele absolviert und dabei 15 Tore erzielt hatte. In der Folgesaison gelang ihm mit Holstein Kiel der erstmalige Aufstieg in die Bundesliga.

## Erfolge
- Aufstieg in die Bundesliga: 2024